# ジャハーンギール (ティムール朝)
ジャハーンギール（1356年? - 1376年）は、ティムール朝の建国者ティムールの息子。ティムールの後継者として期待されたが、父に先立って没した。

## 系譜上の位置づけと出自
ティムールにはジャハーンギール、ウマル・シャイフ、ミーラーン・シャー、シャー・ルフの4人の息子がいた。このうち、ミーラーン・シャーが三男、シャー・ルフが四男という点では一致しているが、ジャハーンギールとウマル・シャイフに関してはどちらが長男か次男か定かではない。これは当時の記録の記述の前後が矛盾しているからである。川口琢司はサラーフッディーン・ヤズディーやバーブルの記録から逆算して生年を導き出し、ウマル・シャイフを長男、ジャハーンギールを次男としている。
ジャハーンギールはティムールの息子の中で唯一正室から生まれた。母のトゥルミシュはチャガタイ・アミールの有力部族であるガンチ部出身でティムールの最初の正室であった。

## 生涯
同時代の資料ではジャハーンギールは容貌はみすぼらしく素行も悪いと評されていた。だが、ティムールはジャハーンギールを後継者と見做していた。その理由はティムールの唯一の正室の息子であるからに他ならない。ティムールがジャハーンギールを後継者と見做していたことは、ジャハーンギールがホラーサーンを支配するクルト朝への使者として派遣されたことやモグーリスタン・ハン国及びジャライル朝への遠征に従事といった経歴からも窺える。
ティムールがジャハーンギールに期待していたことは、経歴以外にもその結婚からも見て取ることが出来る。ジャハーンギールは最初に同じバルラスの有力部族出身で母方からチンギス・カンの血を引くルカイヤと、その次にホラズムのスーフィー朝出身で同じくチンギス・カンの血を引くソユン・ベグと結婚したのである。特に後者はジョチ・ウルスのウズベク・ハンの外孫でティムールの正室トゥグディ・ベグとは姉妹の関係であった。
このように期待を受けたジャハーンギールであったが、1376年夏に父に先立って死去した。モグーリスタンに遠征していたティムールは野営中にジャハーンギールが亡くなる悪夢を見て胸騒ぎを覚え、サマルカンドに帰還したところジャハーンギールはすでに亡くなっており、住民たちは喪に服していたという。
後にティムールはジャハーンギールの息子であるムハンマド・スルタンを後継者に指名していたが、ムハンマドは1403年3月に早世する。ティムールはムハンマドの死を嘆き悲しみ、死の直前にもう一人のジャハーンギールの息子ピール・ムハンマドを後継者に指名した。また、ティムール朝の第3代君主に即位した弟のシャー・ルフはジャハーンギールの子孫を厚遇した。